# دستگاه تعیین نقطه ذوب

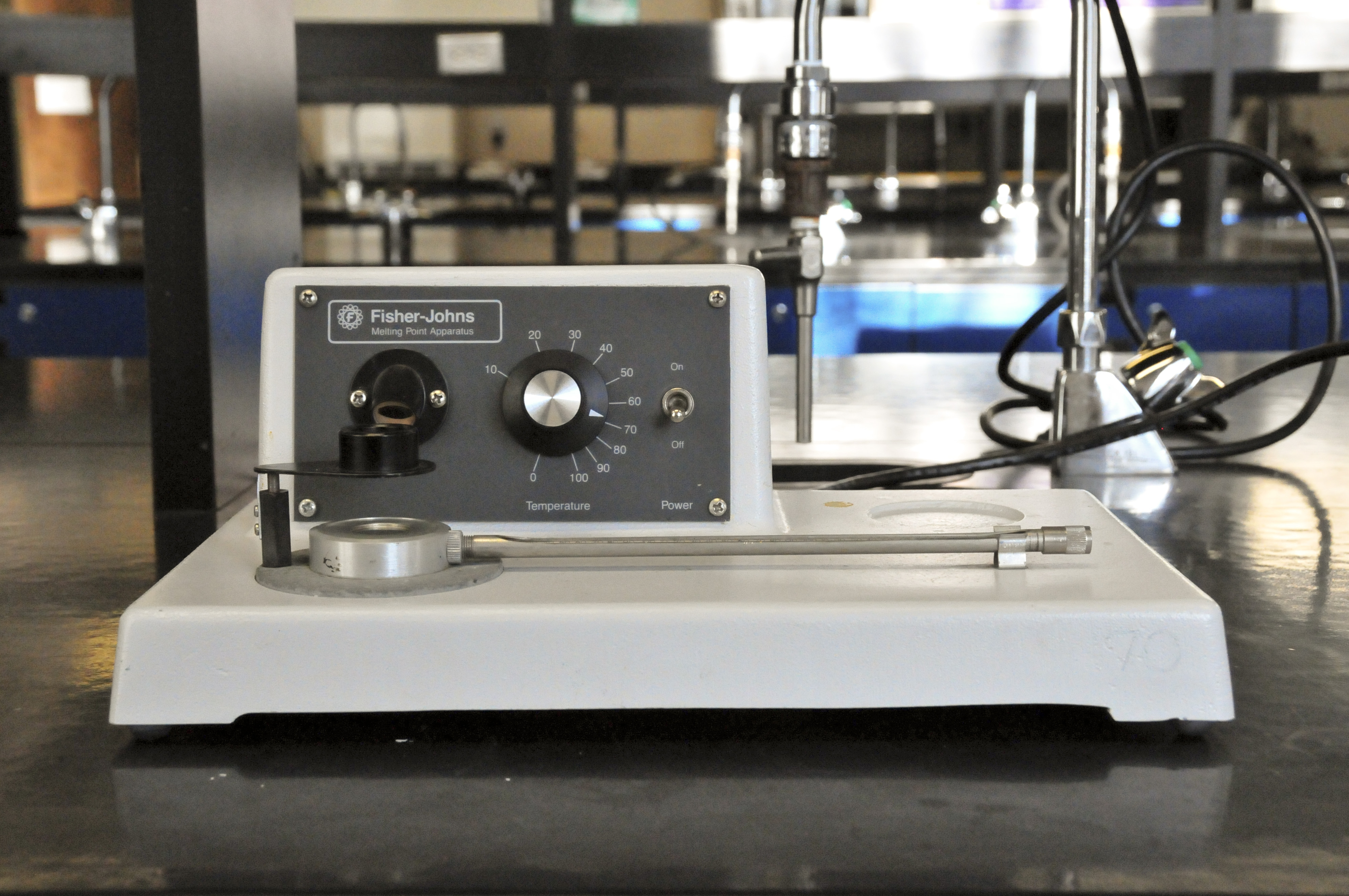
دستگاه فیشر - جانز

دستگاه تعیین نقطه ذوب یک ابزار علمی است که برای تعیین نقطه ذوب یک ماده استفاده می‌شود. برخی از انواع دستگاه‌های نقطه ذوب عبارتند از: لوله تیل، دستگاه فیشر-جانز، دستگاه نقطه ذوب گالنکامپ (الکترونیکی) و دستگاه نقطه ذوب خودکار.

## طرح
در حالی که طرح‌های بیرونی دستگاه‌ها می‌تواند بسیار متفاوت باشد، بسیاری از دستگاه‌ها از نمونه ای که در یک مویینه مهر و موم شده قرار گرفته‌است استفاده می‌کنند (مویینه نقطه ذوب)، که در قسمت بعدی دستگاه قرار می‌گیرد. سپس نمونه یا توسط یک بلوک گرمایش یا یک حمام روغن گرم می‌شود و همان‌طور که دما افزایش می‌یابد، نمونه مشاهده می‌شود تا زمان تغییر فاز حالت جامد به مایع مشخص گردد.
اپراتور دستگاه محدوده دما را با شروع دمای تغییر فاز اولیه شروع می‌کند و با دمای تغییر فاز تکمیل می‌شود. محدوده دمایی که تعیین می‌شود می‌تواند به‌طور متوسط برای به دست آوردن نقطه ذوب نمونه مورد بررسی به دست آید.
دستگاه‌ها معمولاً دارای یک صفحه کنترل هستند که اجازه می‌دهد درجه حرارت شروع و نهایی و همچنین گرادیان دما (در واحد در دقیقه) برنامه‌ریزی شود. بعضی از ماشین‌ها چندین کانال دارند که امکان آزمایش بیش از یک نمونه در یک زمان را دارند. صفحه کنترل ممکن است دارای دکمه‌هایی باشد که امکان شروع و پایان دامنه نقطه ذوب را ضبط می‌کنند.

### لوله تیل

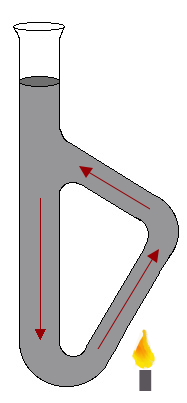
لوله تیل

لوله تیل ابزاری شیشه ای است که با روغن پر شده و با استفاده از شعله گرم می‌شود. نمونه در لوله بازدارنده در کنار یک دماسنج جیوه قرار می‌گیرد و اجازه می‌دهد تا با گردش در داخل لوله توسط روغن گرم شود. با استفاده از روغن‌های مختلف می‌توان به محدوده دمای مختلفی رسید و برای تعیین نقاط ذوب استفاده کرد. همچنین می‌توان از لوله تیل با استفاده از یک نمونه مایع به جای یک نمونه جامد برای تعیین نقاط جوش استفاده کرد.